# Paolo Emilio Gonzaga

Stemma dei Gonzaga di Novellara e Bagnolo

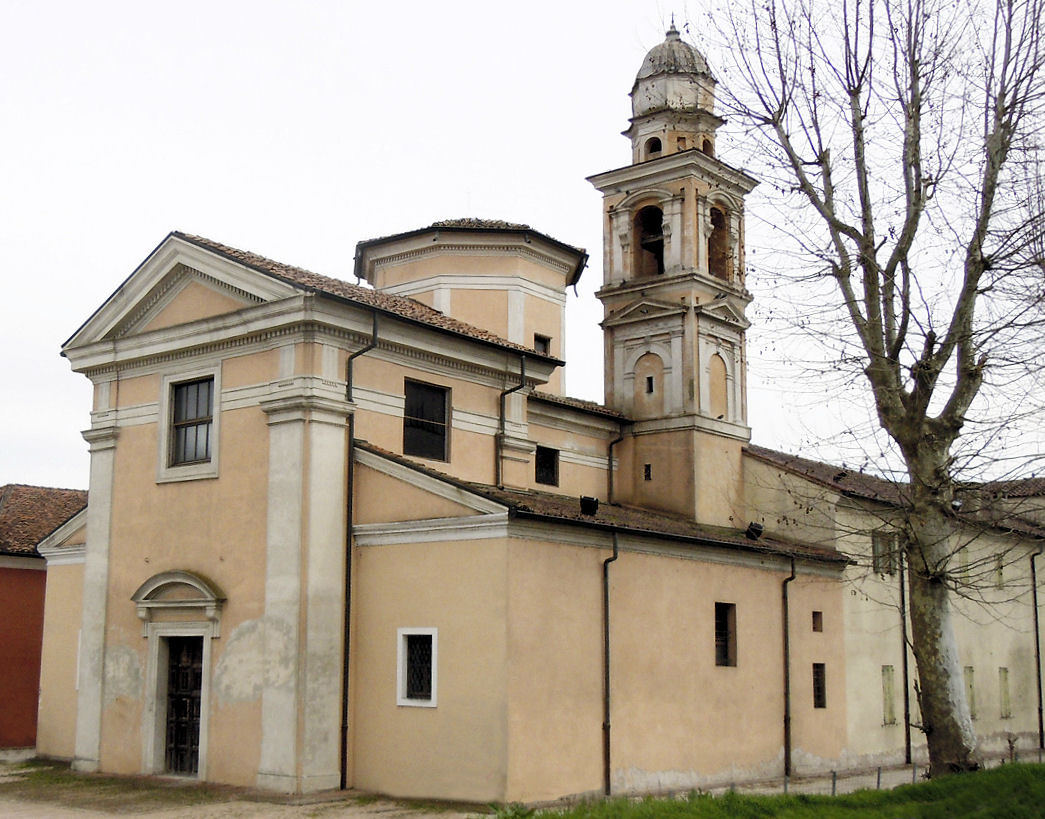
Susano, ex chiesa dell'Assunzione

Paolo Emilio Gonzaga (... – Susano, 27 aprile 1619) è stato un militare italiano.

## Biografia
Era il figlio del conte Cesare Gonzaga (?-1577) e di Vittoria Martinengo, discendente di Guglielmo Gonzaga della linea dei Gonzaga di Novellara e Bagnolo.
Fu paggio dell'imperatore. Partecipò alla battaglia di Lepanto del 1571 rimanendo gravemente ferito. Si ritirò nella sua tenuta di Susano, nel Mantovano facendo vita pia e dove fece erigere, nel 1614, la chiesa dell'Assunzione con annesso convento domenicano, soppresso nel 1787.
Morì nel 1619 e venne sepolto sotto la cupola della chiesa che aveva fatto costruire.

## Discendenza
Ebbe un figlio naturale, Scipione.